# Lourinha Bombril (Parate y Mira)
"Lourinha Bombril (Parate y Mira)" é uma canção do grupo Os Paralamas do Sucesso, que é uma versão da canção "Parate y Mira" do grupo argentino Los Pericos. Herbert Vianna compôs a canção durante a turnê de divulgação de Vamo Batê Lata, e a música foi lançada em 1996, primeira música de trabalho do álbum Nove Luas, e posteriormente fez parte da trilha sonora nacional da mini-novela O Fim do Mundo, da Rede Globo. Mais tarde foi regravada pelo Bangalafumenga, uma versão que se tornou música de abertura de Malhação 2010.

## Prêmios e indicações
| Ano  | Prêmio                 | Categoria             | Resultado | Ref.  |
| ---- | ---------------------- | --------------------- | --------- | ----- |
| 1996 | MTV Video Music Brasil | Videoclipe do Ano     | Venceu    | [ 3 ] |
| 1996 | MTV Video Music Brasil | Escolha da Audiência  | Indicado  | [ 3 ] |
| 1996 | MTV Video Music Brasil | Videoclipe de Pop     | Indicado  | [ 3 ] |
| 1996 | MTV Video Music Brasil | Direção em Videoclipe | Indicado  | [ 3 ] |
| 1996 | MTV Video Music Brasil | Edição em Videoclipe  | Venceu    | [ 3 ] |